# As Amantes Latinas
As Amantes Latinas é um filme brasileiro de 1978, dirigido por Luiz Castellini.

## Sinopse
Fotógrafo de mulheres se envolve no plano do filho de um oficial nazista, que pretende selecionar um casal de modelos para dar início a uma nova raça ariana. Quando percebe as implicações desse plano, o fotógrafo tenta voltar atrás, mas está mais envolvido do que imagina.

## Elenco
- Patrícia Scalvi
- Diná de Lara
- Renato Kramer
- Marisa Bertoni